# Pavel Deymel
Por. MUDr. Pavel Deymel (15. června 1895 Praha – 11. ledna 1942 Atlantský oceán v blízkosti Panamského průplavu) byl československý důstojník, lékař a příslušník československé armády v zahraničí.

## Život

### Mládí a první světová válka
Pavel Deymel se narodil 15. června 1895 v Praze. Vystudoval německé gymnázium a po jeho dokončení byl v lednu 1915 odveden do c. a k. armády. V březnu téhož roku byl převelen na ruskou frontu. Po onemocnění tyfem[nepřesný odkaz] a malárií se nemohl dále účastnit bojů, po vyléčení v lednu 1916 byl odeslán na frontu italskou. V červnu téhož roku byl zraněn do hlavy a do nohy, po vyléčení sloužil u pěšího pluku v Přemyšlu a následně jako zásobovací důstojník nemocnice v Jaroslavu. Zde se dočkal konce první světové války. Dosáhl hodnosti poručíka.

### Mezi světovými válkami
Po návratu do Československa nepokračoval Pavel Deymel v armádní službě, vystudoval lékařskou fakultu Německé univerzity v Praze (obor gynekologie a chirurgie) a poté provozoval lékařskou praxi mj. ve Vídni.

### Druhá světová válka
Po německé okupaci v březnu 1939 odjel Pavel Deymel přes Itálii do Francie, kam dorazil v červnu téhož roku. Následující měsíc nastoupil k odvodní komisi na československém konzulátu v Paříži. Okamžitě po spuštění odvodů do československé zahraniční armády se nechal sám odvést a stal se v pořadí sedmým odvedencem. Armádní službu nastoupil v listopadu 1939 v Agde. Následky zranění z první světové války mu neumožnili zúčastnit se přímých bojů a tak po napadení francie nacistickým Německem sloužil u štábní roty náhradního tělesa. Porážka Francie na něj dopadla velmi tvrdě, začal trpět psychickými problémy a během cesty do Velké Británie se v blízkosti Gibraltaru pokusil o sebevraždu. Po příjezdu a vyšetření v Cholmondeley byl navržen k superarbitračnímu řízení, které vedlo k jeho propuštění z činné služby dne 25. září 1940. Pavel Deymel nechtěl zůstat nečinným a tak se v roce 1941 přihlásil k britskému obchodnímu loďstvu konkrétně k firmě White Star Line, následně pak pracoval jako lodní lékař na lodi Cyclops. Dne 11. ledna 1942 byla loď napadena v blízkosti Panamského průplavu německou ponorkou U 123 a dvěma zásahy torpéd potopena. Mezi osmdesáti mrtvými byl i Pavel Deymel.